# Live & Off the Record
A Live & Off the Record egy 2004-es Shakira DVD, mely a 2002–2003-as turnék anyagát tartalmazza, amelyhez mellékeltek egy CD lemezt is. A lemezen 10, a koncerten rögzített szám található.

## A CD tracklistája
- Lemez 1 (CD)

1. "Ojos Así" (Flores, Gaza, Shakira) – 8:14
2. "Si Te Vas" (Ochoa, Shakira) – 4:36
3. "Underneath Your Clothes" (Mendez, Shakira) – 4:13
4. "Ciega, Sordomuda" (Ochoa, Shakira) – 4:58
5. "The One" (Ballard, Shakira) – 3:46
6. "Back in Black" (A. Young, M. Young, B. Johnson) – 5:23 (AC/DC szám)
7. "Tú" (O'Brien, Shakira) – 4:50
8. "Poem to a Horse" (Ochoa, Shakira) – 7:13
9. "Objection (Tango)" (Shakira) – 4:22
10. "Whenever, Wherever" (Estefan, Mitchell, Shakira) – 7:52

- Lemez 2 (DVD)

1. "Ojos Así" (Flores, Gaza, Shakira)
2. "Si Te Vas" (Ochoa, Shakira)
3. "Ciega, Sordomuda" (Ochoa, Shakira)
4. "The One" (Ballard, Shakira)
5. "Back in Black" (A. Young, M. Young)
6. "Rules" (Mendez, Shakira)
7. "Inevitable" (Ochoa, Shakira)
8. "Estoy Aquí" (Ochoa, Shakira)
9. "Underneath Your Clothes" (Mendez, Shakira)
10. "Octavo Día" (Shakira, Mendez)
11. "Ready for the Good Times" (Mendez, Shakira)
12. "Tú" (O'Brien, Shakira)
13. "Poem to a Horse" (Ochoa, Shakira)
14. "Objection (Tango)" (Shakira)
15. "Whenever, Wherever" (Estefan, Mitchell, Shakira)

## Külső hivatkozások
- Amazon.com
- Artist Direct  Archiválva 2012. október 15-i dátummal a Wayback Machine-ben
- Buy.com
- rateyourmusic.com